# Achille Lauro (piosenkarz)
Achille Lauro, właśc. Lauro De Marinis (ur. 11 lipca 1990 w Weronie) – włoski piosenkarz, raper i autor piosenek. Reprezentant San Marino w Konkursie Piosenki Eurowizji 2022.

## Życiorys
Urodził się 11 lipca 1990 w Weronie, ale dorastał w Rzymie. Jego ojciec – Nicola De Marinis – jest profesorem i sędzią Najwyższego Sądu Kasacyjnego, a matka – Cristina Zambon – zarządza spółką holdingową De Marinis Mgmt S.r.l.. Ma starszego brata, Federico, który jest producentem muzycznym i zainteresował go rapem.
Na początku kariery muzycznej postanowił przybrać pseudonim Achille Lauro ze względu na częste skojarzenia z przedsiębiorcą Achille Lauro. W 2012 wydał dwa mixtape’y: Barabba i Harvard. Jako podopieczny wytwórni Roccia Music wydał dwie płyty: Achille Idol Immortale (2014) i Dio c'è (2015), który dotarł do 19. miejsca na włoskiej liście sprzedaży. W 2015 wydał także epkę pt. Young Crazy.
W czerwcu 2016 zakończył współpracę z wytwórnią, po czym założył własną firmę No Face Agency i wydał album pt. Ragazzi madre, który dotarł do 22. miejsca na włoskiej liście sprzedaży i za który w 2018 odebrał certyfikat złotej płyty przyznawany przez organizację Federazione Industria Musicale Italiana.
W październiku 2017 podpisał kontrakt z wytwórnią Sony Music. W następnym roku wydał album pt. Pour l'amour, który zajął czwarte miejsce na włoskiej liście sprzedaży i za który w 2019 odebrał certyfikat złotej płyty. W lutym 2019 z utworem „Rolls Royce” zajął dziewiąte miejsce w finale 69. Festiwalu Piosenki Włoskiej w San Remo. Dwa miesiące później wydał album pt. 1969, który dotarł do trzeciego miejsca na włoskiej liście sprzedaży i za który w 2021 odebrał certyfikat podwójnie platynowej płyty. W 2020 wydał reedycję albumu pt. 1969: Achille Idol Rebirth. W lutym 2020 z piosenką „Me ne frego” zajął ósme miejsce w finale 70. FPW w San Remo. Z utworem dotarł do czwartego miejsca na włoskiej liście przebojów, a za jego sprzedaży w kraju odebrał certyfikat podwójnie platynowej płyty.
Również w 2020 został ogłoszony dyrektorem kreatywnym wytwórni Elektra Records/Warner Music Italy oraz wydał dwa albumy: 1990, z którym dotarł do pierwszego miejsca na włoskiej liście sprzedaży i odebrał certyfikat złotej płyty, oraz 1920, który zajął 13. miejsce na liście sprzedaży. W lutym 2021 był jednym z gości muzycznych podczas 71. FPW w San Remo. Również w 2021 wydał album pt. Lauro, który dotarł do pierwszego miejsca na włoskiej liście sprzedaży i wylansował hity, takie jak „Solo noi” i „Marilù”. W tym samym roku nagrał z Fedezem i Oriettą Berti piosenkę „Mille”, która stała się przebojem w kraju, debiutując na pierwszym miejscu na liście przebojów (pozostała na szczycie przez kolejne cztery tygodnie) oraz uzyskując certyfikat sześciokrotnie platynowej płyty.
W lutym 2022 wydał album pt. Superstar. Płytę promował singlem „Domenica”, z którym zajął 14. miejsce w finale 72. FPW w San Remo. Dwa tygodnie po udziale na festiwalu zwyciężył z utworem „Stripper” w finale programu Una Voce per San Marino, a w maju – reprezentując  San Marino – zajął 14. miejsce w półfinale w 66. Konkursie Piosenki Eurowizji. W lutym 2025 weźmie udział w 75. FPW w San Remo.

## Dyskografia
Albumy studyjne
- Achille Idol Immortale (2014)
- Dio c'è (2015)
- Ragazzi madre (2016)
- Pour l'amour (2018)
- 1969 (2019; reedycja pt. Achille Idol Rebirth w 2020)
- 1990 (2020)
- Lauro (2021; reedycja pt. Lauro: Achille Idol Superstar w 2022)

Minialbumy (EP)
- Young Crazy (2015)

Mixtape’y
- Barabba (2012)
- Harvard (2012)